# Demon Slayer: Kimetsu no Yaiba
Cet article concerne la série d'animation. Pour le manga d'origine, voir Demon Slayer.
Demon Slayer: Kimetsu no Yaiba (鬼滅の刃) est une série d'animation japonaise pour la télévision et la vidéo à la demande, basée sur la série de mangas Demon Slayer.
Œuvre du studio d'animation japonais ufotable, la première saison est diffusée du 6 avril au 28 septembre 2019. Dès la fin de la diffusion, le studio annonce la production d'un film, intitulé Demon Slayer: Kimetsu no Yaiba, le film : Le Train de l'Infini, qui sort en octobre 2020. La deuxième saison est diffusée du 10 octobre 2021 au 13 février 2022, tandis que la troisième saison est diffusée du 9 avril au 18 juin 2023. La quatrième saison est diffusée du 12 mai au 30 juin 2024. Enfin, une trilogie de films d'animation adaptant l'arc de la Forteresse Infinie est en production, avec le premier film sorti le 18 juillet 2025 au Japon et prévu le 17 septembre 2025 en France.

## Synopsis
Tanjirō Kamado mène une vie paisible, quoique modeste, avec sa famille jusqu'au jour où les siens sont massacrés alors qu'il est descendu en ville vendre du charbon. Seule Nezuko, sa petite sœur, survit, mais elle est transformée en démon. Pour Tanjirō commence un long périple afin de trouver un remède permettant de faire retrouver une forme humaine à sa sœur.

## Production
Le 26e numéro de 2018 du Shōnen Jump, publié le 28 mai 2018 a indiqué qu'une « annonce très importante » sera faite dans le prochain numéro. Il a été révélé dans le 27e numéro, sorti le 4 juin, qu'une adaptation en une série télévisée d'animation par le studio ufotable est en cours de production, et par la même occasion, l'ouverture d'un site dédié,. ufotable est aussi crédité pour les scripts de la série dont la réalisation est confiée à Haruo Sotozaki, avec Akira Matsushima en tant que character designer, accompagné de Miyuki Sato, Yōko Kajiyama et Mika Kikuchi qui sont les designers des personnages secondaires ; la bande originale de la série est composée par Yuki Kajiura et Gō Shiina. Hikaru Kondo produit la série. Celle-ci est diffusée pour la première fois au Japon entre le 6 avril 2019 et le 28 septembre 2019 sur 20 différentes chaînes télévisées dont Tokyo MX, GTV, GYT, BS11, etc.. La série est composée de 26 épisodes,.
Wakanim détient les droits de diffusion en simulcast de la série dans les pays francophones sous le titre Demon Slayer: Kimetsu no Yaiba ; mais également en Allemagne, en Autriche, dans les pays nordiques et dans les pays russophones,,. Depuis le 1er mars 2021, la plateforme française diffuse également une version doublée en français de la série réalisée par la société VF Productions, sous la direction artistique de Yann Le Madic, par des dialogues adaptés de Magali Barney. Aniplex of America la diffuse sur Crunchyroll, FunimationNow en Amérique, en Australie, en Nouvelle-Zélande, au Royaume-Uni et en Irlande,. AnimeLab diffuse également la série en simulcast en Australie et en Nouvelle-Zélande. En Italie, Dynit (it) a acquis les droits de la série et la diffuse en simulcast sur le portail VVVVID (it),. Selecta Visión distribuera la série en Espagne. En Chine, la série est diffusée par bilibili.
Quatre courts épisodes, intitulés Kimetsu gakuen: Valentine-hen (キメツ学園 バレンタイン編), sont aussi produits par ufotable sur le thème de la Saint-Valentin ; ils sont diffusés tout au long de l'événement en ligne célébrant les deux ans de la série télévisée d'animation le 14 février 2021, puis mis en ligne par la suite sur la chaîne YouTube d'Aniplex. C'est également au cours du même événement qu'Aniplex annonce la production d'une deuxième saison par la même équipe de production que la première série. Une vague de 7 épisodes est diffusée à partir du 10 octobre 2021 reprenant l'arc déjà présenté dans le film, Le Train de l'Infini. À partir du 5 décembre 2021, elle reprend le contenu de l'« arc du Quartier des plaisirs » (遊郭編, Yūkaku-hen), réparti sur les tomes 8 à 11 du manga,. La diffusion de la saison se termine le 13 février 2022.
Le jour même de la diffusion du dernier épisode de la deuxième saison, ufotable annonce via son site officiel que la troisième saison est en cours de production. Intitulée Kimetsu no Yaiba: Katanakaji no Sato Hen, elle adapte l'arc du Village des forgerons. Le 10 décembre 2022, la diffusion de cet arc est annoncée pour avril 2023. Crunchyroll France confirme la diffusion. De plus, un film qui regroupe les deux derniers épisodes de l'arc précédent en 4K avec un audio amélioré et une avant-première du premier épisode, intitulé Demon Slayer: Kimetsu no Yaiba, le film : En route pour le village des forgerons, est annoncé pour une sortie au cinéma dans plus de 80 pays entre février et mars 2023. La sortie japonaise a lieu le 3 février 2023 ; plus de 810 000 billets sont vendus lors des trois premiers jours de projection pour un total de 1,15 milliard de yens. En France, Yuma Takahashi et Katsuyuki Konishi sont présents le 25 février à Paris pour l'avant-première française, tandis que la sortie nationale est prévue le 25 et 26 février 2023. Le 1er mars 2023, une vidéo promotionnelle annonce que la série est diffusée à partir du 9 avril 2023 au Japon sur Fuji TV débutant avec un épisode spécial sur une plage horaire d'une heure. La diffusion s'est terminée le 18 juin 2023.
Dès la fin de la diffusion de la troisième saison, le studio annonce qu'une quatrième saison adaptant l'arc de « L'Entraînement des Piliers » est en production. Le film Demon Slayer: Kimetsu no Yaiba, le film : En route vers l'entraînement des piliers, proposant le dernier épisode de la troisième saison et le premier épisode de cette quatrième saison, est diffusé en avant-première dans la plupart des pays en février 2024, notamment le 21 en Suisse francophone et le 24 en France et en Belgique. Dans le cadre d'une projection spéciale à Paris, Natsuki Hanae (Tanjirô), le producteur de l'anime Yuma Takahashi et une des membres à l'origine de l'opening et l'ending de l'arc précédent sont présents. La saison est diffusée du 12 mai 2024 au Japon avec un premier épisode sur une plage horaire d'une heure jusqu'au 30 juin 2024.
À la fin de la diffusion de la quatrième saison, ufotable annonce une trilogie de films adaptant l’Arc de la Forteresse Infinie (aussi connu sous le nom d’Infinity Castle). Crunchyroll possède les droits hors Japon et certains territoires d'Asie et diffusera les films au cinéma. Le 8 décembre 2024, Aniplex, Crunchyroll et Sony annoncent le premier film pour 2025 dans la plupart des pays. Le premier film est sorti le 18 juillet 2025 au Japon.

### Compilations
Avant la diffusion de la série, les cinq premiers épisodes ont été compilés en un film qui est projeté au Japon pendant deux semaines à partir du 29 mars 2019, sous le titre Kimetsu no Yaiba: Kyōdai no kizuna (鬼滅の刃 兄妹の絆, litt. « Le Lien de la fratrie »). L'avant-première mondiale s'est déroulée au Shinjuku Wald 9 de Tokyo le 19 mars 2019. Wakanim a également projeté le film de compilation au Grand Rex à Paris le 31 mars 2019 ; mais aussi dans plusieurs villes allemandes le même jour avec son partenaire local AkibaPass (de).
Le film de compilation est diffusé sur la case horaire en prime time de Fuji TV Premium Saturday (ja) le 10 octobre 2020, suivi de Kimetsu no yaiba: Natagumo yama-hen (鬼滅の刃 那田蜘蛛山編), qui a compilé les épisodes 15 à 21, le 17 octobre. Fuji TV a également rediffusé la série dans la région du Kantō, sous le titre Zenshūchū! Anime “Kimetsu no yaiba” ikkyo hōsō (全集中！アニメ『鬼滅の刃』一挙放送, litt. « Concentration absolue ! Diffusion continue de l'anime “ Kimetsu no yaiba ” ») ; les épisodes 6 à 10 ont été diffusés du 12 au 16 octobre, les épisodes 11 à 14 ont été diffusés à la chaine le 17 octobre et les épisodes 22 à 26 le 24 octobre 2020.
Les épisodes 22 à 26 ont été recompilés dans une édition spéciale intitulée Chūgō kaigi / Chō yashiki-hen (柱合会議・蝶屋敷編, litt. « Arc de la Réunion des piliers et du manoir papillon »), qui ajoute de nouvelles séquences et un générique de fin spécial, et diffusé sur Fuji TV le 20 décembre 2020.

## Génériques

### Génériques de début
Le générique de début de la première saison est Gurenge (紅蓮華) de la chanteuse japonaise LiSA. Le premier générique de début de la deuxième saison est Akeboshi (明け星), également de la chanteuse japonaise LiSA. Le deuxième générique de début de la deuxième saison est Zankyou Zanka (残響散歌) de la chanteuse japonaise Aimer. Le générique de début de la troisième saison est Kizuna no Kiseki (絆ノ奇跡) du groupe japonais Man with a Mission & Milet. Enfin, le générique de début de la quatrième saison est Mugen (無限), interprété par le groupe de rock japonais My First Story et le chanteur japonais Hyde.
| Numéro | Titre                       | Artiste                    | Épisodes | 1re date de diffusion | Dernière date de diffusion |
| ------ | --------------------------- | -------------------------- | -------- | --------------------- | -------------------------- |
| 1      | Gurenge (紅蓮華)            | LiSA                       | 1 à 26   | 6 avril 2019          | 28 septembre 2019          |
| 2      | Akeboshi (明け星)           | LiSA                       | 27 à 33  | 10 octobre 2021       | 28 novembre 2021           |
| 3      | Zankyou Zanka (残響散歌)    | Aimer                      | 34 à 44  | 5 décembre 2021       | 13 février 2022            |
| 4      | Kizuna no Kiseki (絆ノ奇跡) | Man with a Mission & Milet | 45 à 55  | 9 avril 2023          | 18 juin 2023               |
| 5      | Mugen (無限)                | My First Story et Hyde     | 56 à 63  | 12 mai 2024           | 30 juin 2024               |

### Génériques de fin
Le générique de fin de la première saison est from the edge de la chanteuse japonaise LiSA, tandis que Go Shiina et Nami Nakagawa interprètent le générique de fin de l'episode 19 : Kamado Tanjirō no Uta (竈門炭治郎のうた). Le premier générique de fin de la deuxième saison est Shirogane (白銀), également de la chanteuse japonaise LiSA. Le deuxième générique de fin de la deuxième saison est Asa ga Kuru (朝が来る) de la chanteuse japonaise Aimer. Le générique de fin de la troisième saison est Koikogare (コイコガレ) du groupe japonais Man with a Mission & Milet, tandis que Go Shiina et Nami Nakagawa interprètent le générique de fin de l'episode 55 : Kamado Nezuko no Uta (竈門襧豆子のうた). Enfin, le générique de fin de la quatrième saison est Tokoshie (トコシエ), interprété par le groupe de rock japonais My First Story et le chanteur japonais Hyde.
| Numéro | Titre                                    | Artiste                    | Épisodes          | 1re date de diffusion | Dernière date de diffusion |
| ------ | ---------------------------------------- | -------------------------- | ----------------- | --------------------- | -------------------------- |
| 1      | from the edge                            | LiSA et FictionJunction    | 1 à 18 et 20 à 26 | 6 avril 2019          | 28 septembre 2019          |
| 1.5    | Kamado Tanjirō no Uta (竈門炭治郎のうた) | Gō Shiina et Nami Nakagawa | 19                | 10 août 2019          | 10 août 2019               |
| 2      | Shirogane (白銀)                         | LiSA                       | 27 à 33           | 10 octobre 2021       | 28 novembre 2021           |
| 3      | Asa ga Kuru (朝が来る)                   | Aimer                      | 34 à 44           | 5 décembre 2021       | 13 février 2022            |
| 4      | Koikogare (コイコガレ)                   | Man with a Mission & Milet | 45 à 54           | 9 avril 2023          | 11 juin 2023               |
| 4.5    | Kamado Nezuko no Uta (竈門襧豆子のうた)  | Gō Shiina et Nami Nakagawa | 55                | 18 juin 2023          | 18 juin 2023               |
| 5      | Tokoshie (トコシエ)                      | My First Story et Hyde     | 56 à 63           | 12 mai 2024           | 30 juin 2024               |

## Distinctions
En 2020, la série d'animation remporte le prix de l'Animation de l'année au Tokyo Anime Award Festival (en),.
En avril 2020, la série d'animation a remporté le Grand Prix et le prix du Nouveau venu au Japan Character Award de la Japan Brand Brand Licensing Association (CBLA).
Pour deux années consécutives, respectivement 2019 et 2020, Demon Slayer: Kimetsu no Yaiba est lauréat dans la catégorie « Anime » des Yahoo! Japan Search Awards, une cérémonie décernant des récompenses en fonction du nombre de recherches sur le moteur de recherche pour un terme particulier par rapport à l'année précédente ; le film d'animation triomphe également dans la catégorie « Film ».

### Anime Awards
Lors des Anime Awards 2020 de Crunchyroll, la série d'animation est lauréat dans la catégorie « Animé de l'année » tandis que Tanjiro a remporté la catégorie « Meilleur Garçon » et le combat de Tanjiro et de Nezuko contre Rui obtient la catégorie « Meilleure Scène de combat » ; la série a également été nommée pour les catégories de « Meilleure Animation », « Meilleur Bande originale » et « Meilleur Fantasy » avec aussi Tanjiro pour le « Meilleur Protagoniste » et Nezuko pour la « Meilleure Fille »,.
En 2022, les critères de sélection provoquent un cas particulier où l'arc du Train de l'infini est éligible dans les deux versions : film et série. La série remporte plusieurs catégories : animation, bande-son et ending. Le film est élu meilleur film d'animation.
En 2023, l'arc du Quartier des plaisirs gagne aussi plusieurs titres : action, animation, character design (Akira Matsushima d'après le manga de Koyoharu Gotôge), fantasy et réalisateur (Haruo Sotozaki).
En 2024, l'arc du Village des forgerons permet à l'anime de remporter trois titres : animation, fantasy et direction artistique.